# Occidryas umbrobasana
Occidryas umbrobasana är en fjärilsart som beskrevs av Comstock 1926. Occidryas umbrobasana ingår i släktet Occidryas och familjen praktfjärilar. Inga underarter finns listade i Catalogue of Life.